# Karl Albrecht (SS-Mitglied)
Karl Albrecht (* 1911; † nach 1947) war ein deutsches Mitglied der SS und Angehöriger der  Bewachungsmannschaft des Konzentrationslagers Mauthausen.

## Biografie
Albrecht war seit November 1944 als Blockführer im Konzentrationslager Gusen II eingesetzt, das als Nebenlager von Mauthausen geführt wurde.
Nach Ende des Zweiten Weltkrieges wurde Albrecht bei den Dachauer Prozessen im April 1947 vor ein US-Militärtribunal (General Military Government Court at Dachau, Germany 470424-470425) gestellt. Er wurde beschuldigt, im Zeitraum von November 1944 bis Januar 1945 Kriegs- und NS-Verbrechen gegen Inhaftierte verübt zu haben. Man klagte ihn an, Gefangene im Konzentrationslager Gusen II zu Tode geprügelt zu haben. Albrecht wurde für schuldig befunden und zum Tode durch Hängen verurteilt. Das Urteil wurde 1947 in lebenslange Haft geändert, seine weitere Biographie ist unbekannt.